# Целле, Фридрих
Фридрих Целле (нем. Friedrich Zelle; 24 января 1845, Берлин — 9 сентября 1927, там же) — германский музыковед
, музыкальный педагог, хормейстер.
Общее образование получил в берлинской Монастырской гимназии, где преподавал его отец. Учился игре на фортепиано у Теодора Куллака, композицию изучал у Флодоарда Геллера и Генриха Беллермана. С 1875 года был профессором и хормейстером в Гумбольдтовской гимназии, в 1880 году выпустил учебное пособие по теории музыки. В 1890 году защитил в Университете Галле докторскую диссертацию по философии, посвящённую логическим понятиям у Аристотеля и Иммануила Канта (лат. De discrimine inter Aristotelicam et Kantianam logices notionem intercedente). В 1893 году стал директором Королевской школы музыки в Берлине, в то же время читая периодические лекции по истории искусств в академии Гумбольдта.
Научные интересы Целле лежали в первую очередь в области изучения истории ранней немецкой оперы и немецких евангелических песнопений. Наиболее известные работы, вышедшие в 1890-х гг., — серия изданных отдельными брошюрами статей «История ранней немецкой оперы» (нем. Geschichte der ältesten deutschen Oper), посвящённых Иоганну Вольфгангу Франку, Иоганну Филиппу Фёрчу, Николаусу Адаму Штрунку, Иоганну Тайле, и аналогичная серия брошюр «Мелодии ранних протестантских песнопений» (нем. Die Singweisen der ältesten evangelischen Lieder). Под редакцией Целле был впервые переиздан ряд важных немецких музыкальных произведений XVI-XVIII веков — в частности, опера Райнхарда Кайзера «Забавный принц Йоделет».